# Franz Kafka-priset
Franz Kafka-priset är ett internationellt litteraturpris som utdelas sedan 2001 av Franz Kafka-sällskapet i Prag och staden Prag. Priset utdelas oberoende av nationalitet för ”författarskap av hög konstnärlig kvalitet med humanistisk inriktning, kulturell, nationell, språklig och religiös tolerans, existentiell och tidlös inriktning, mänsklig giltighet och vittnesmål om samtiden”.
Pristagaren utses av en jury bestående av framstående personer inom litteraturvetenskap och litteraturhistoria. Priset utdelas i slutet av oktober varje år och består av 10 000 dollar, ett diplom och en bronsstatyett föreställande en miniatyr av Franz Kafka-monumentet i Prag.

## Pristagare
| År   | Pristagare       | Nationalitet   |
| ---- | ---------------- | -------------- |
| 2001 | Philip Roth      | USA            |
| 2002 | Ivan Klíma       | Tjeckien       |
| 2003 | Péter Nádas      | Ungern         |
| 2004 | Elfriede Jelinek | Österrike      |
| 2005 | Harold Pinter    | Storbritannien |
| 2006 | Haruki Murakami  | Japan          |
| 2007 | Yves Bonnefoy    | Frankrike      |
| 2008 | Arnošt Lustig    | Tjeckien       |
| 2009 | Peter Handke     | Österrike      |
| 2010 | Václav Havel     | Tjeckien       |
| 2011 | John Banville    | Irland         |
| 2012 | Daniela Hodrová  | Tjeckien       |
| 2013 | Amos Oz          | Israel         |
| 2014 | Yan Lianke       | Kina           |
| 2015 | Eduardo Mendoza  | Spanien        |
| 2016 | Claudio Magris   | Italien        |
| 2017 | Margaret Atwood  | Kanada         |
| 2018 | Ivan Wernisch    | Tjeckien       |
| 2019 | Pierre Michon    | Frankrike      |
| 2020 | Milan Kundera    | Tjeckien       |
| 2021 | Ivan Vyskočil    | Tjeckien       |